# Inter Oecumenici

Heilger Stuhl

Inter Oecumenici ist der Titel einer Instruktion zur ordnungsgemäßen Durchführung der Konstitution Sacrosanctum concilium (SC) des Zweiten Vatikanischen Konzils über die heilige Liturgie. Sie wurde am 26. September 1964 gemeinsam von  der Ritenkongregation des Heiligen Stuhls und dem Consilium zur Ausführung der Liturgiekonstitution herausgegeben.

## Bezeichnung
Die Instruktion ist, wie bei vatikanischen Texten üblich, nach ihrem lateinischen Incipit benannt: Inter Oecumenici Concilii Vaticani II primitias Constitutio de sacra Liturgia merito adnumeratur. („Die Konstitution über die heilige Liturgie zählt mit Recht zu den Erstlingsgaben des II. Vatikanischen Konzils.“)

## Entstehung
Das Zweite Vatikanische Konzil nahm am 4. Dezember 1963 die Konstitution über die heilige Liturgie Sacrosanctum Concilium als erstes Konzilsdokument überhaupt an. Papst Paul VI. setzte  mit seinem Motu proprio Sacram liturgiam vom 25. Januar 1964 das Consilium zur Ausführung der Liturgiekonstitution ein. Die mit Bischöfen und internationalen Theologen verschiedener Fachrichtungen besetzte Studiengruppe hatte die Aufgabe, die liturgischen Bücher des Lateinischen Ritus im Geist und nach den Normen des Konzils neu zu fassen und die Ritenkongregation bei der Durchführung der Konzilsbeschlüsse „hilfreich und klug zu unterstützen“, wie der Papst 1967 in einer Ansprache sagte. Mit der Instruktion Inter oecumenici wurden erste Änderungen in der Liturgie vorgelegt. Da die gesetzgeberischen Kompetenzen des Consiliums in der römischen Kurie umstritten waren, erfolgte die Überprüfung der Fragen zu den liturgischen Büchern sowie die Phase der Experimente durch das Consilium, die abschließende Promulgation war Sache der Ritenkongregation. Somit traten die Heilige Ritenkongregation und das Consilium gemeinsam als Herausgeber der Instruktion auf.

## Thematik
Mit der Instruktion ordnete die römisch-katholische Kirchenleitung eine erste Gruppe der vom Konzil gewünschten Änderungen und Vereinfachungen an, die unter anderem zu einer deutlich überarbeiteten amtlichen Messordnung führte, dem Ritus servandus in celebratione missae und Ordo missae von 1965  („1965er-Ritus“). Dadurch wurden rechtswirksam zum ersten Fastensonntag, dem  7. März 1965, die entsprechenden Teile des Messbuchs Johannes’ XXIII. von 1962 ersetzt. Weitere Änderungen betrafen das Stundengebet.
Zahlreiche Riten in der Feier der heiligen Messe wurden geändert und vereinfacht. Angestrebt wurde für die Riten der vom Konzil gewünschte „Glanz edler Einfachheit“ (Nr. 36). Besonders auffallend war die Einführung der Landessprache in vielen Teilen der heiligen Messe, der Sakramentenliturgie und des Stundengebets; die Instruktion erließ hier auch Anordnungen für amtliche, kirchlich approbierte Übersetzungen (Nr. 40–43, 57–59). Präfation und Hochgebet waren zunächst noch ausgenommen und wurden weiterhin auf Lateinisch gesungen oder gesprochen, bis die Instruktion Tres abhinc annos am 4. Mai 1967 auch dies änderte. Die Zuständigkeit für die Ordnung der Liturgie in einer Diözese liegt beim Bischof, der seine Anordnungen in Übereinstimmung mit den Vorschriften und dem Geiste der Konstitution über die heilige Liturgie und Dekreten des Apostolischen Stuhles trifft; bestimmte Fragen werden auch von den regionalen Bischofskonferenzen entschieden (Nr. 22 und 23).
Bei der Bischofsweihe können alle anwesenden Bischöfe an der Weihehandlung aktiv teilnehmen, indem sie dem Weihekandidaten die Hand auflegen (Nr. 69). Damit wird der vom Konzil gestärkten Kollegialität der Bischöfe Rechnung getragen.
Ferner wurden Vorgaben für die Gestaltung von Kirchen und Altären gemacht, um die vom Konzil gewünschte tätige Teilnahme der Gläubigen beim Gottesdienst zu verwirklichen. Besondere Auswirkungen hatte dabei die Anordnung: „Der Hochaltar soll von der Rückwand getrennt errichtet werden, so dass man leicht um ihn herumgehen und an ihm zum Volk hin zelebrieren kann“ (Nr. 91), die dazu führte, dass in zahlreichen Kirchen „Volksaltäre“ errichtet wurden; seitdem ist in vielen Ländern die Zelebration der heiligen Messe versus populum die häufigste Form der Messfeier, bei der der Priester den Gläubigen zugewandt steht.
Die Instruktion bezieht sich bei den einzelnen Gliederungspunkten jeweils auf Anordnungen der Liturgiekonstitution Sacrosanctum Concilium (SC). Auffallend ist, dass im 5. Kapitel zur Ausstattung der Kirchen und Altäre nur auf Punkt 124 der Liturgiekonstitution Bezug genommen wird:

„Werden Kirchen gebaut, erneuert oder eingerichtet, so ist sorgfältig darauf zu achten, dass sie sich für eine wesensgerechte Feier der heiligen Handlungen je nah deren Sinn und Anlage und für die Verwirklichung der tätigen Teilnahme der Gläubigen als geeignet erweisen (vgl. Konst. Art. 124).“

Die weiteren Konkretionen zur Anordnung des Altars und der Gestaltung des Altarraums sind Umsetzungen des Grundsatzes von der tätigen Teilnahme der Gläubigen, die von der Ritenkongregation und dem Consilium entwickelt wurden.

## Hauptpunkte der Gliederung
Angegeben sind auch die Abschnitte in der Konzilskonstitution Sacrosanctum Concilium (SC), auf die sich der Text von Inter Oecumenici ausdrücklich bezieht.
- Vorwort: Sinn und Zweck; Grundsätze (1–8;  6, 9, 10, 47, 61, 102–107)
- 1. Kapitel: Allgemeine Richtlinien (9–47)
  - Die liturgische Ausbildung der Kleriker (11–17; SC 15–18)
  - Die liturgische Bildung in den religiösen Gemeinschaften und der Gläubigen (18–19; SC 19)
  - Zuständige Autorität; Liturgische Kommissionen (20–31, 44–47; SC 22)
  - Die Rolle der verschiedenen Teilnehmer in der Liturgie, kein Ansehen der Person (32–35; SC 28, 32)
  - Vereinfachung einiger Riten (36; SC 34)
  - Die Wortgottesdienste (37–39; SC 35)
  - Muttersprachliche Übersetzungen liturgischer Texte (40–43; SC 36, 44, 45)
- 2. Kapitel: Das heilige Mysterium der Eucharistie (48–60)
  - Der Mess-Ordo (48; SC 50)
  - Lesungen und Zwischengesänge (49–52; SC 51)
  - Die Homilie (53–55; SC 52)
  - Das „Allgemeine Gebet“ oder das „Gebet der Gläubigen“ (56; SC 53)
  - Der zulässige Umfang der Muttersprache in der Messe (57–59; SC 54)
  - Die Wiederholung der Kommunion am selben Tag (60; SC 55)
- 3. Kapitel: Die übrigen Sakramente und Sakramentalien (61–77)
  - Der zulässige Umfang der Muttersprache (61; SC 63)
  - Die Firmung (64–67; SC 71)
  - Der „Ritus continuus“ der Krankensalbung und Wegzehrung (68; SC 74)
  - Die Handauflegung bei der Bischofsweihe (69; SC 76)
  - Der Trauungsritus (70–75; SC 80)
- 4. Kapitel: Das Stundengebet (78–84; SC 95–101)
- 5. Kapitel: Die rechte Gestaltung von Kirchen und Altären im Hinblick auf eine bessere Teilnahme der Gläubigen (90–99; SC 124)
  - Der Hochaltar (91)
  - Die Sitze für den Zelebranten und die Ministri (92)
  - Nebenaltäre und Ausstattung der Altäre (93–94)
  - Die Aufbewahrung der heiligen Eucharistie (95)
  - Der Ambo (96)
  - Platz für Schola und Orgel, Plätze für die Gläubigen (97–98; SC 32)
  - Die Taufstätte (99; SC 27)

## Einzelne Änderungen in der Liturgie der heiligen Messe
Die Instruktion ordnete unter anderem an:
- Von Volk oder Schola gesprochene oder gesungene Teile sowie die Lesungen müssen nicht mehr, wie bis dahin, vom zelebrierenden Priester zusätzlich privat für sich gesprochen werden (Nr. 32, 33 und 48).
- Abschaffung von Psalm 42 im Stufengebet, z. T. völlige Abschaffung des Stufengebets (Nr. 48 c).
- Gemeinsames Sprechen des Vaterunser (Nr. 48 g).
- Spendeformel für die Kommunion ist „Corpus Christi“ („Der Leib Christi“), Abschaffung des Kreuzzeichens bei der Kommunionspendung (Nr. 48 i).
- Abschaffung des Schlussevangeliums und der leoninischen Gebete (Nr. 48 j).
- Lesungen, Epistel und Evangelium werden (am Ambo oder Altar) zum Volk hin gesprochen, Lesungen und Epistel können von einem Laien gesprochen werden (Nr. 49 und 50).
- Die Predigt hat den Charakter einer Homilie und wird in der heiligen Messe an Sonn- und Festtagen verbindlich gemacht, an gewöhnlichen Tagen empfohlen (Nr. 53 und 54).
- Einführung des Allgemeinen Gebets (Nr. 56).
- In der Liturgie sollen der Handkuss und der Kuss von Gegenständen, die dargereicht oder entgegengenommen werden, unterbleiben (Nr. 36 d).

Weitere vom Konzil geforderte Änderungen, und zwar die Konzelebration und die Kelchkommunion, wurden durch das Dekret Ecclesiae semper vom 7. März 1965 geregelt, zur Kirchenmusik wurde am 5. März 1967 die Instruktion Musicam sacram veröffentlicht.